# Louis Foursans-Bourdette

a Compétitions nationales et continentales officielles uniquement.

b Matchs officiels uniquement.
Dernière mise à jour le 24 novembre 2024.
Louis Foursans-Bourdette, né le 29 janvier 2002 à Nîmes (Gard), est un joueur français de rugby à XV jouant aux postes de demi d'ouverture et de demi de mêlée au Stade français Paris en Top 14.

## Biographie

### Jeunesse et formation
Né à Nîmes, ayant grandi à côté des Jardins de la Fontaine, Louis Foursans-Bourdette porte le prénom de son grand-père qui était directeur de l'Hippodrome de Nîmes. Il commence le rugby à l'âge de 8 ans, au sein du RC Nîmes. Au lycée, il est intégré au pôle espoir de Béziers. International moins de 16 ans puis moins de 18 ans, il est contacté en 2019 pour intégrer l'académie du Montpellier Hérault rugby. Bien qu'ayant encore moins de 18 ans, il intègre déjà l'effectif espoir du club. Il signe ensuite un contrat espoir avec le club de Montpellier, et a l'opportunité, profitant de blessures, d'effectuer ses débuts professionnels en Top 14 lors de la saison 2020-21 sous les ordres de Xavier Garbajosa.

### Débuts au Montpellier HR (depuis 2020)
Le 14 novembre 2020, à seulement 18 ans, Louis Foursans-Bourdette fait ses débuts professionnels avec Montpellier, à l'occasion de la neuvième journée de Top 14, contre l'Aviron bayonnais, lorsqu'il entre en jeu à la place d'Alex Lozowski, à 25 minutes de la fin du match. Quelques semaines plus tard, il fait une performance particulièrement remarquée à l'occasion de la victoire à l'extérieur de son équipe face à l'ASM Clermont le 4 décembre 2020,,, alors qu'il marque l'intégralité des points de son équipe (sept pénalités),, terminant logiquement homme du match. Deux semaines après ce match, il prolonge son contrat avec le MHR jusqu'en 2023.
Malgré seulement trois matchs en professionnel au compteur, Foursans-Bourdette fait alors figure de solution viable au poste de demi d'ouverture à Montpellier, en l'absence de Handré Pollard, et devant des joueurs comme Alex Lozowski, Thomas Darmon ou Johan Goosen, pour la suite de la saison 2020-2021. Finalement, il ne joue que sept matchs toutes compétitions confondues cette saison, inscrivant au total 44 points, à cause de blessures le rendant indisponible plusieurs mois,.
Pour la saison 2021-2022, les ouvreurs titulaires sont les internationaux Handré Pollard et Paolo Garbisi, tandis que Thomas Darmon et Louis Foursans-Bourdette sont là pour pallier leurs absences. Finalement, l'effectif montpelliérain est touché par de nombreuses blessures, dont celles de Pollard et Garbisi, obligeant Darmon à jouer au centre et faisant ainsi de Louis Foursans-Bourdette le demi d'ouverture principal du MHR durant la saison. Il est l'une des révélations de la saison à Montpellier. Cependant, il ne participe pas aux phases finales de Top 14, durant lesquelles son club se qualifie en finale et remporte le titre de champion de France en battant le Castres olympique. Il joue au total 19 matchs dont 14 en tant que titulaire, toutes compétitions confondues, pour 136 points marqués.
Il est récompensé de sa bonne saison en juin 2022, lorsqu'il participe à la tournée des Barbarians français aux États-Unis pour affronter la sélection américaine le 1er juillet 2022 à Houston. Les Baa-baas s'inclinent 26 à 21.
En parallèle de sa saison en club, il est sélectionné en février 2022 en équipe de France des moins de 20 ans pour affronter l'Irlande, lors du Tournoi des Six Nations des moins de 20 ans 2022,. Il est titulaire et connaît alors sa première sélections avec les moins de 20 ans,.
En début de saison 2022-2023, il prolonge son contrat de deux saisons supplémentaires, soit jusqu'en 2025.

### Transfert au Stade français (depuis 2024)
Avant la reprise de la saison 2024-2025, Louis Foursans-Broudette s'engage pour trois ans au Stade français alors qu'il lui reste un an de contrat au MHR. Il fait ce choix car le nouvel entraineur de Montpellier, Bernard Laporte ne comptait plus sur lui pour la suite,.

## Statistiques

### En club
| Saison    | Saison         | Championnat | Championnat | Championnat | Championnat | Championnat | Championnat | Championnat | Coupe d'Europe | Coupe d'Europe | Coupe d'Europe | Coupe d'Europe | Coupe d'Europe | Coupe d'Europe | Coupe d'Europe |
| Saison    | Saison         | Compétition | M           | Pts         | Ess.        | Pén.        | Tr.         | Dp.         | Compétition    | M              | Pts            | Ess.           | Pén.           | Tr.            | Dp.            |
| --------- | -------------- | ----------- | ----------- | ----------- | ----------- | ----------- | ----------- | ----------- | -------------- | -------------- | -------------- | -------------- | -------------- | -------------- | -------------- |
| 2020-2021 | Montpellier HR | Top 14      | 5           | 44          | -           | 14          | 1           | -           | Coupe d'Europe | 2              | -              | -              | -              | -              | -              |
| 2021-2022 | Montpellier HR | Top 14      | 14          | 105         | -           | 25          | 15          | -           | Coupe d'Europe | 5              | 31             | -              | 5              | 8              | -              |
| 2022-2023 | Montpellier HR | Top 14      | 4           | 22          | 1           | 3           | 4           | -           | Champions Cup  | -              | -              | -              | -              | -              | -              |
| Total     | Total          | Top 14      | 23          | 171         | 1           | 42          | 20          | 0           | Coupe d'Europe | 7              | 31             | 0              | 5              | 8              | 0              |

### Internationales
Louis Foursans-Bourdette a disputé un match avec l'équipe de France des moins de 20 ans en une saison, prenant part à une édition du Tournoi des Six Nations des moins de 20 ans en 2022. Il n'inscrit aucun point.

## Palmarès
- Montpellier HR
  - Vainqueur du Championnat de France en 2022